# Berote Kalan
Birote Kalan es uno de los 51 consejos de la Unión del distrito de Abbottabad, en la provincia pakistaní de Khyber Pakhtunkhwa.

## Significado del nombre
El nombre del Consejo de la Unión - "Birote Kalan" significa Gran Birote, esto se debe a que hay un pequeño pueblo llamado "Birote Khurd". Las palabras Khurd y Kalan (pequeño y grande) son palabras que comenzaron a ser utilizadas en los tiempos de Mughal - para decir la diferencia entre dos áreas con el mismo nombre, por lo que Birote Khurd significa pequeño Khurd, Las palabras Khurd (pequeño) y Kalan (grande) se toma del persa. (Al igual que Britannia major significa "Gran Bretaña" y Britannia minor significa "Pequeña Bretaña").

## Localización

Subdivisiones administrativas de Berote Kalan.

Birote Kalan se encuentra en la parte sudoriental del distrito de Abbottabad y limita con el distrito de Bagh de Cachemira, por lo que se vio afectado por el terremoto de 2005 en Pakistán.

## Subdivisiones
El Consejo de la Unión se compone de los siguientes ámbitos: Berote Kalan, Berote Khurd, Kahoo Gharbi y Kahoo Sharqi.

## Informaciones adicionales
Berote está muy cerca de la zona del Punjab de Murree, en el distrito de Rawalpindi. Termuthian es la aldea que separa Khyber Pakhtunkhwa de la provincia de Punjab. Termuthian es un pequeño valle desde donde se pueden ver las alturas de Mushkpuri, Cachemira, Bagh y Circle Bakote. Es una zona habitada en su mayoría por los Dhund Abbasi.